# Terry David Mulligan
Pour les articles homonymes, voir Mulligan.
Terry David Mulligan est un acteur canadien né le 30 juin 1942 à New Westminster (Colombie-Britannique).

## Filmographie partielle
- 1987-1989 : MacGyver
  - (saison 3, épisode 5 "Les diamants du Ganastan") : Danny Barrett
  - (saison 5, épisode 10 "L'une chante, l'autre peint") : Frank Rogan
- 1988 : Les Accusés
- 1991 : SAS : L'Œil de la veuve (Eye of the Widow)
- 1993 : X-Files (épisode Espace)
- 1995 : Les Disparues du pensionnat
- 1996 : Soupçons sur un champion (téléfilm)
- 1997 : Les Nox, épisode de Stargate SG-1
- 1998 : Comportements troublants
- 1996 : Justice maternelle (téléfilm)
- 2006 : L'Intuition d'une mère (Seventeen & Missing) (téléfilm)
- 2006 : Les Vœux de Noël (All She Wants for Christmas) (téléfilm)
- 2007 : Intime Danger (Don't Cry Now) (téléfilm)
- 2008 : Je veux votre mari ! (The Other Woman) (téléfilm)
- 2008 : Ma vie très privée (Confessions of a Go-Go Girl) (téléfilm)
- 2009 : À l'aube du dernier jour (Polar Storm) (téléfilm)